# F.V. Soldenfeldt
 Ikke at forveksle med F.V. Soldenfeldt (forlag).
Ferdinand Vilhelm Soldenfeldt, født Soldin (født 9. januar 1803 i København, død 9. november 1881) var en dansk boghandler og forlægger, bror til Joseph Soldenfeldt.
Han blev født i København, hvor hans fader, Abraham Soldin (1769-1834), var boghandler. Moderen hed Rose Wallich (1769-1842). Han var født jøde, men blev tillige med sin broder Ferdinand Vilhelm og to andre søskende døbt 29. april 1820 i Frederiksberg Kirke med navnet Soldenfeldt.
Han videreførte sin faders forretning med kun én medarbejder. Snart efter fik boghandlen en omfattende forlagsvirksomhed med skolebøger foruden – med eneret – skudsmålsbøger.
4. marts 1881 stiftede han sammen med sin bror Soldenfeldts Legat, som efter hans død blev anvendt til Soldenfeldts Stiftelse. I alt havde de to brødre opbygget en formue på 1,75 mio. kr. - svarende til mere end 120 mio. i 2014-kroner.